# Holiday in the Sun

Holiday in the Sun (también conocida como Vacaciones en el sol o Aventuras en las Bahamas) es una película estadounidense de 2001 protagonizada por Mary-Kate y Ashley Olsen. Fue dirigida por Steve Purcell y es conocida por ser la película debut de la actriz Megan Fox. Fue filmada en  Atlantis Paradise Island.

## Argumento
Madison (Mary-Kate Olsen) y Alex (Ashley Olsen) Stewart son unas hermanas gemelas de Illinois que son llevadas a Atlantis Resort en las Bahamas por sus padres para las vacaciones de invierno. Este lugar fue elegido para que el Atlantis Resort se comercializase entre el público joven. Inicialmente, las hermanas estaban decepcionadas por no ir a Hawái con sus amigos, pero les supera la alegría por su recién ganada libertad en su propia suite, así como las playas del Caribe. Alex se enamorá del "guapo" Jordan, un trabajador del resort. Ella no es la única que se fija en Jordan; la malcriada heredera Brianna Wallace (Megan Fox) también va detrás de él, y juega sucio para conseguirle. Madison, mientras tanto, es cortejada por un guapo, aunque sin cerebro, Scott, quien a su vez está siendo entrenado por Griffen, un amigo de la infancia de Madison con un flechazo no tan sutil, para hablar con Madison y finalmente conseguirla. Las vacaciones de diversión bajo el sol de las hermanas son interrumpidas cuando cruzan su camino con un contrabandista de artefactos robados. Aunque sus padres las vigilan, las hermanas y Griffen deben encontrar una manera de limpiar el nombre de Jordan cuando sus amigos son erróneamente arrestados por el crimen. Pero únicamente juntas, superaran todo y entenderán el verdadero significado de la hermandad, a la vez que disfrutan de las vacaciones.

## Elenco
- Mary-Kate Olsen .... Madison Brittany Stewart
- Ashley Olsen ....  Alexandra Anneliese "Alex" Stewart
- Austin Nichols .... Griffen Graysun
- Ben Easter .... Jordan Landers
- Billy Aaron Brown .... Scott
- Megan Fox .... Brianna Wallace
- Ashley Hughes .... Keegan
- Markus Flanagan .... Harrison
- Jamie Rose .... Judy
- Jeff Altman .... Chad
- Wendy Schaal .... Jill
- Ashley Kelly .... Trish
- Sterling Rice .... Carmen
- Phillip Sands .... Ziggy
- C.J. Ansell .... Chico guapo
- Ben Christen .... Chico en el club
- Spencer Roberts .... Surfista
- Jason Deveaux .... Stan
- Ben J. Michaels .... Jeffrey
- Gordon Mills .... Profesor
- Chelera Bateman .... Liz
- César Alava .... Champlaine
- Scott Adderly .... Guardia de seguridad
- Tony Roberts .... Policía
- Dawn Forbs .... Katherine
- Steve Purcell .... Director
- Rob Lundsgaard† .... D.P.
- Dale Russell .... Chófer
- Eric Davis .... Conductor de carruaje
- Tenby Taylor, Enith Hernández, Chris Bruck .... Modelos en bikini

* Nombrada como 'Megan Fox' en los créditos de apertura, y como 'Megan Denise Fox' en los créditos del final.